# Mydaea discimanoides
Mydaea discimanoides este o specie de muște din genul Mydaea, familia Muscidae, descrisă de John Otterbein Snyder în anul 1949.
Este endemică în Arizona. Conform Catalogue of Life specia Mydaea discimanoides nu are subspecii cunoscute.